# محوطه چاه قجر ۳
محوطه چاه قجر ۳ مربوط به هزاره سوم قم است و در شهرستان ایرانشهر، بخش بمپور، دهستان بمپور غربی، روستای سردگال واقع شده و این اثر در تاریخ ۲۷ اسفند ۱۳۸۶ با شمارهٔ ثبت ۲۲۷۰۶ به‌عنوان یکی از آثار ملی ایران به ثبت رسیده است.